# Stenohalinowość
Stenohalinowość (biol.) – brak odporności na zmiany zasolenia wody. 
Organizmy stenohalinowe w zależności od wartości zakresu tolerancji na zasolenie można podzielić na:
- oligohaloby – słodkowodne, zasolenie do 2‰
- mezohaloby – słonawowodne, zasolenie 2 - 30‰
- euhaloby, polihaloby – słonowodne, zasolenie 30 - 40‰[1]

Oligohaloby, które zupełnie nie znoszą zasolenia określane są jako halofoby lub halokseny.
Organizmy, które wymagają dużego zasolenia to halofile (dla roślin i glonów używa się nazwy halofity).
Zjawisko stenohalinowości dotyczy różnych organizmów parzydełkowców, glonów, roślin, ryb i in.
Przeciwieństwem stenohalinowości jest euryhalinowość.